# 하드 캐쉬
《하드 캐쉬》(영어: Hard Cash 혹은 영어: Run for the Money)는 미국에서 제작된 프레드라크 안토니예비치 감독의 2002년 액션 하이스트 비디오 영화이다. 크리스천 슬레이터, 밸 킬머 등이 출연하였고, 랜들 에밋 등이 제작에 참여하였다.

## 출연
- 크리스천 슬레이터
- 밸 킬머
- 세라 다우닝
- 빈센트 러레스카
- 밸서자 게티
- 보킴 우드바인
- 대릴 해나
- 로드니 롤런드
- 홀리스톤 콜먼
- 피터 우드워드
- 윌리엄 포사이스
- 번 트로이어
- 피터 제이슨

## 기타 제작진
- 공동 제작: 래드 밴스
- 미술: 데릭 R. 힐